# NA-4401
La  NA-4401  es una carretera local perteneciente a la Red de Carreteras de Navarra que se inicia en PK 72,94 de N-121-B y termina en Zugarramurdi. Tiene una longitud de 3,89 kilómetros.